# Zeilen op de Paralympische Zomerspelen 2008
Op de XIIIe Paralympische Spelen die in 2008 werden gehouden in de Chinese hoofdstad Peking was zeilen een van de 20 sporten die werd beoefend.

## Evenementen
In totaal waren er drie onderdelen op de Paralympics in 2008. 
- 2.4mR, eenpersoonsboot
- SKUD 18, tweepersoonsboot
- Sonar, driepersoonsboot

## Gemengd

### 2.4mR
| Punten | land | Goud         | land | Zilver        | land | Brons    |
| ------ | ---- | ------------ | ---- | ------------- | ---- | -------- |
| 21     | CAN  | Paul Tingley | FRA  | Damien Seguin | USA  | John Ruf |

### SKUD 18
| Punten | land | Goud                                  | land | Zilver                        | land | Brons                               |
| ------ | ---- | ------------------------------------- | ---- | ----------------------------- | ---- | ----------------------------------- |
| 11     | USA  | Nick Scandone Maureen McKinnon Tucker | AUS  | Daniel Fitzgibbon Rachael Cox | CAN  | Stacie Louttit John Scott McRoberts |

### Sonar
| Punten | land | Goud                                    | land | Zilver                                             | land | Brons                                       |
| ------ | ---- | --------------------------------------- | ---- | -------------------------------------------------- | ---- | ------------------------------------------- |
| 35     | GER  | Jens Kroker Robert Prem Siegmund Mainka | FRA  | Nicolas Vimont-Vicary Herve Larhant Bruno Jourdren | AUS  | Colin Harrison Russell Boaden Graeme Martin |

## Uitslagen Nederlandse deelnemers
| Plaats | Boot          | Naam              | Punten |
| ------ | ------------- | ----------------- | ------ |
| 5      | Gemengd 2.4mR | Thierry Schmitter | 32     |